# جين يونغ (نسوية)
جين يونغ (بالإنجليزية: Jeanne Young) هي نسوية ‏ أسترالية، ولدت في 1 يوليو 1866 في Unley, South Australia ‏ في أستراليا، وتوفيت في 11 أبريل 1955 في Rose Park, South Australia ‏ في أستراليا.